# Alexander von Kameke (Jurist)

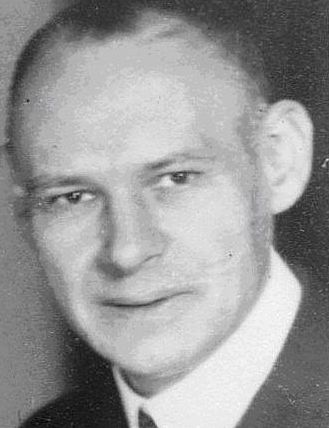
Alexander von Kameke

Leopold Georg Ludwig Wilhelm Alexander von Kameke (* 3. Oktober 1887 in Berlin; † 11. August 1944 in Meseritz-Obrawalde) war ein deutscher Jurist und Gutsbesitzer. Er stellte sich als Mitglied der Bekennenden Kirche gegen den Nationalsozialismus und wurde dafür umgebracht.

## Leben

### Familie
Alexander entstammte einem alten pommerschen Adelsgeschlecht derer von Kameke. Er war der Sohn des preußischen Majors Leopold von Kameke (1854–1901) und dessen erster Ehefrau Margarete Lucke (1863–1895). Kameke heiratete am 3. März 1935 in Berlin die aus erster Ehe verwitwete Margot von Oven (* 6. Oktober 1902 in Liegnitz, Niederschlesien; † 8. September 1989 in Kleve), die Tochter des Generalmajors Georg von Oven und der Helene von Dresler und Scharfenstein. Das Ehepaar hatte zwei Söhne.

### Studium und Erster Weltkrieg
Kameke studierte an der Königlichen Universität zu Greifswald, der Universität Lausanne, der Georg-August-Universität Göttingen und der Schlesischen Friedrich-Wilhelms-Universität Breslau Rechtswissenschaft. Vom Wintersemester 1906/07 bis zum Ende des Wintersemesters 1908/09 war er im Corps Pomerania Greifswald aktiv. Das Studium schloss er mit der Referendarprüfung ab. 1911 wurde er an der Georg-August-Universität Göttingen zum Dr. iur. promoviert. Er war Gutsbesitzer auf Varchminshagen im Kreis Köslin, Hinterpommern. Im Ersten Weltkrieg wurde er als Leutnant der Reserve mehrfach schwer verwundet und geriet in russische Kriegsgefangenschaft. Unter dem Eindruck des Krieges und der Gefangenschaft soll er gelobt haben, sein ganzes weiteres Leben Gott zu widmen.

### Christ zur Zeit des Nationalsozialismus
Nach 1933 gehörte er zur Bekennenden Kirche. Im Kirchenkampf des NS-Regimes ahnte er großes Unheil, falls es nicht gelänge, die Politik aus der Kirche zu verbannen. Um Hitler auf diese Gefahr aufmerksam zu machen, verfasste er eine Denkschrift, die er ihm Ende Juli 1938 bei einer Besichtigung des Truppenübungsplatzes Groß Born überreichen wollte. Dabei wurde er von der Gestapo festgenommen und nach zweimonatiger Haft mit der Verwarnung entlassen, so etwas nie wieder zu tun.
Bei einer Sonnenwendfeier der Hitlerjugend am 22. Juni 1939 protestierte er laut gegen eine Rede des Kreisleiters der NSDAP, der von der „jahrhundertelangen Irreführung des deutschen Volkes durch das Christentum“ gesprochen hatte. Kameke wurde daraufhin erneut verhaftet und zur Untersuchung seines Geisteszustandes in Irrenanstalten in Lauenburg in Pommern und später Treptow an der Rega eingewiesen. Nachdem er von den Ärzten für völlig normal und gesund erklärt worden war, wurde er in das Stettiner Gefängnis verlegt. In einer Liste der Bekennenden Kirche, die bei Fürbittgottesdiensten verlesen und von der ein Exemplar am 1. Oktober 1939 in der Reichskanzlei zu den Akten genommen wurde, wird Kameke an prominenter Stelle und als einziger Laie als „in Haft“ genannt. Der Gefängnisarzt hielt ihn wegen seiner schweren Verwundung für „nicht KZ-fähig“.
Nachdem er sich geweigert hatte, sich nie wieder gegen den NS-Staat zu äußern, wurde seiner Frau nahegelegt, die Unterbringung in einer Heil- und Pflegeanstalt zu beantragen. Obwohl sie diese Zumutung ablehnte, wurde Alexander von Kameke dann von einer Heilanstalt in die andere verlegt; denn immer wieder stellten die Ärzte fest, dass Kameke völlig gesund war. Während die Bekennende Kirche für andere Verhaftete Fürbittgottesdienste hielt, war dies für Kameke nach 1939 nicht mehr möglich, da er ja offiziell nicht inhaftiert, sondern krank war.
Zuletzt kam er in die Psychiatrische Abteilung des Landeskrankenhauses in Meseritz-Obrawalde. Dort konnte ihn seine Frau zuletzt im Juni 1944 besuchen. Bei dieser Gelegenheit äußerte Kameke die Befürchtung, dass er bei nächster Gelegenheit „daran glauben“ müsse; denn er habe dem Arzt gegenüber protestiert, dass jeden Tag 40–50 Gefangene getötet wurden. Einem Freund, der sich nach von Kameke erkundigt hatte, schrieb der leitende Arzt, er sei „als sensibler Psychopath, nicht jedoch als Geisteskranker anzusehen, weil gegen ihn der Vorwurf erhoben worden war, unwahre oder gröblich entstellte Behauptungen aufgestellt zu haben, welche in der Öffentlichkeit nicht geduldet werden könnten“.
Am 11. August 1944 starb Alexander von Kameke. Seiner Witwe wurde telegraphisch mitgeteilt, dass er einem Herzschlag erlegen sei. Ein Vetter konnte später ermitteln, dass er „in Bereinigung schwebender Verfahren“ ums Leben gebracht wurde.
Das NS-Regime plante auch die Enteignung des Gutes Varchminshagen. Nach einer Intervention des Schwiegersohns von Frau von Kameke, Dr. Hermann Ringsdorff, wurde dies jedoch „bis zum Kriegschluss“ aufgeschoben. Der stellvertretende Kreisleiter von Köslin erklärte in diesem Zusammenhang, dass „von Kameke zwar unschädlich gemacht worden sei, aber die Gesamtaktion gegen ihn und seine Familie noch zum Abschluss kommen müsse“.
Alexander von Kameke war Ehrenritter der Pommerschen Genossenschaft des Johanniterordens.